# Château du Châtelier
Pour l’article homonyme, voir Château du Châtelier (Mayenne).
Ne doit pas être confondu avec Château du Châtellier.
Le château du Châtelier est un ancien château fort dont les vestiges se dressent au hameau du Châtelier sur la commune française de Paulmy dans le département d'Indre-et-Loire.
Les vestiges du château font l'objet d'une protection partielle aux monuments historiques.

## Localisation
Le château est situé sur une table calcaire circulaire qui émerge du plateau séparant l'Indre et la Creuse, sur la commune de Paulmy dans le département français d'Indre-et-Loire, à une dizaine de kilomètres au nord du Grand-Pressigny.

## Historique
Le château fut construit au XIIe siècle alors zone frontière entre la France et l'Angleterre. Le bâtiment principal est construite aux XVe, XVIe et XVIIe siècles.
Le dernier seigneur ruiné dut vendre son château à la fin du XVIIe siècle. Il est transformé en ferme de 1794 à 1966.
La famille en est propriétaire depuis septembre 1750 et l'achat par la famille de Voyer de Paulmy d'Argenson originaires de Paulmy depuis le XVIIIe siècle.

## Description
L'enceinte castrale épouse le relief circulaire du rocher sur lequel elle est bâtie. Un donjon cylindrique à bec du XVe siècle commande la place.

## Protection aux monuments historiques
Sont inscrites par arrêté du 5 août 1963 :
- les douves ;
- les façades et toitures de la grange.

Sont classés par arrêté du 14 décembre 1977 :
- les vestiges du donjon et l'enceinte du XIIe siècle ;
- les façades et toitures du grand logis.

L'édifice est également recensé à l'Inventaire général du patrimoine culturel.

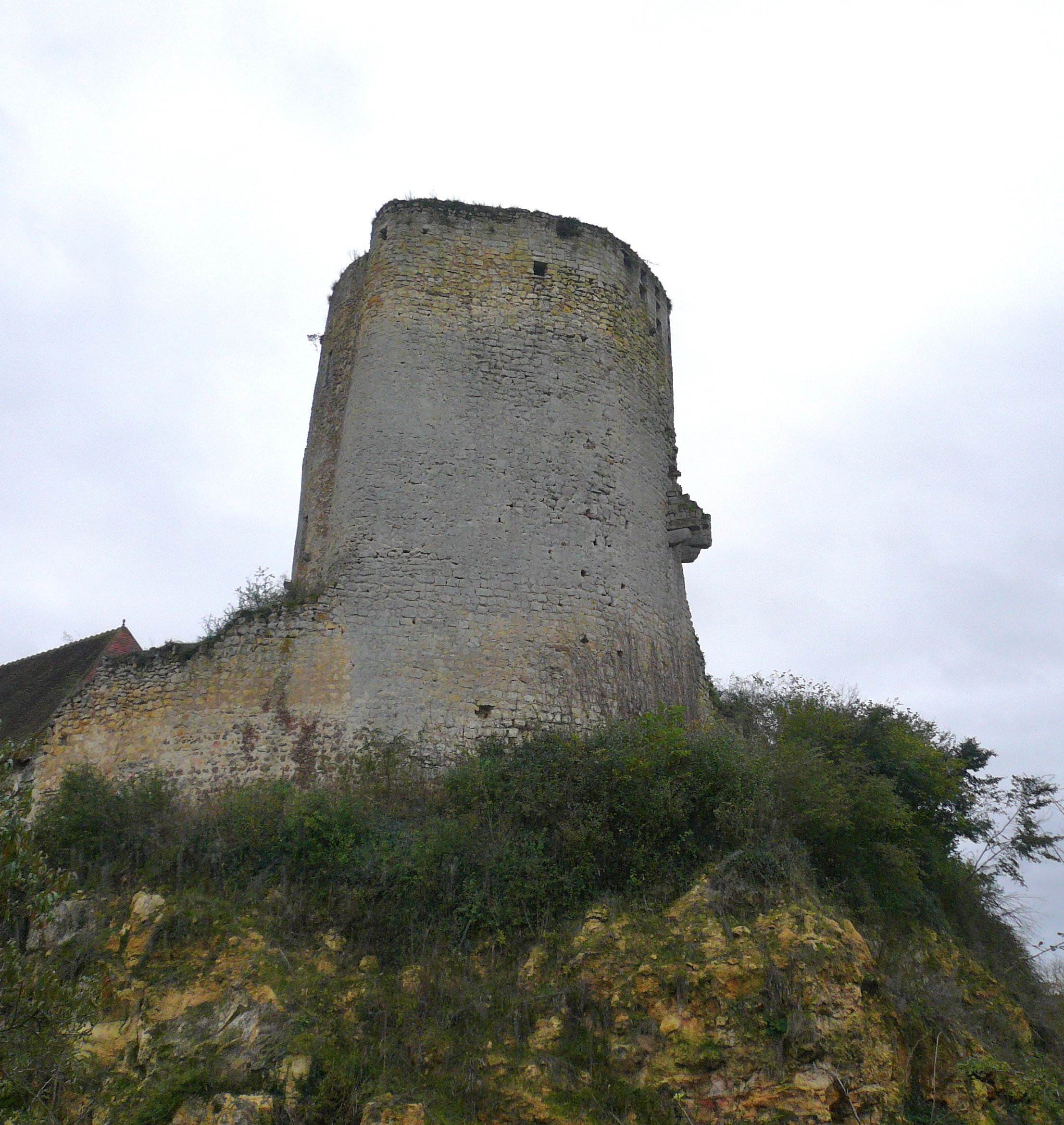
Donjon.
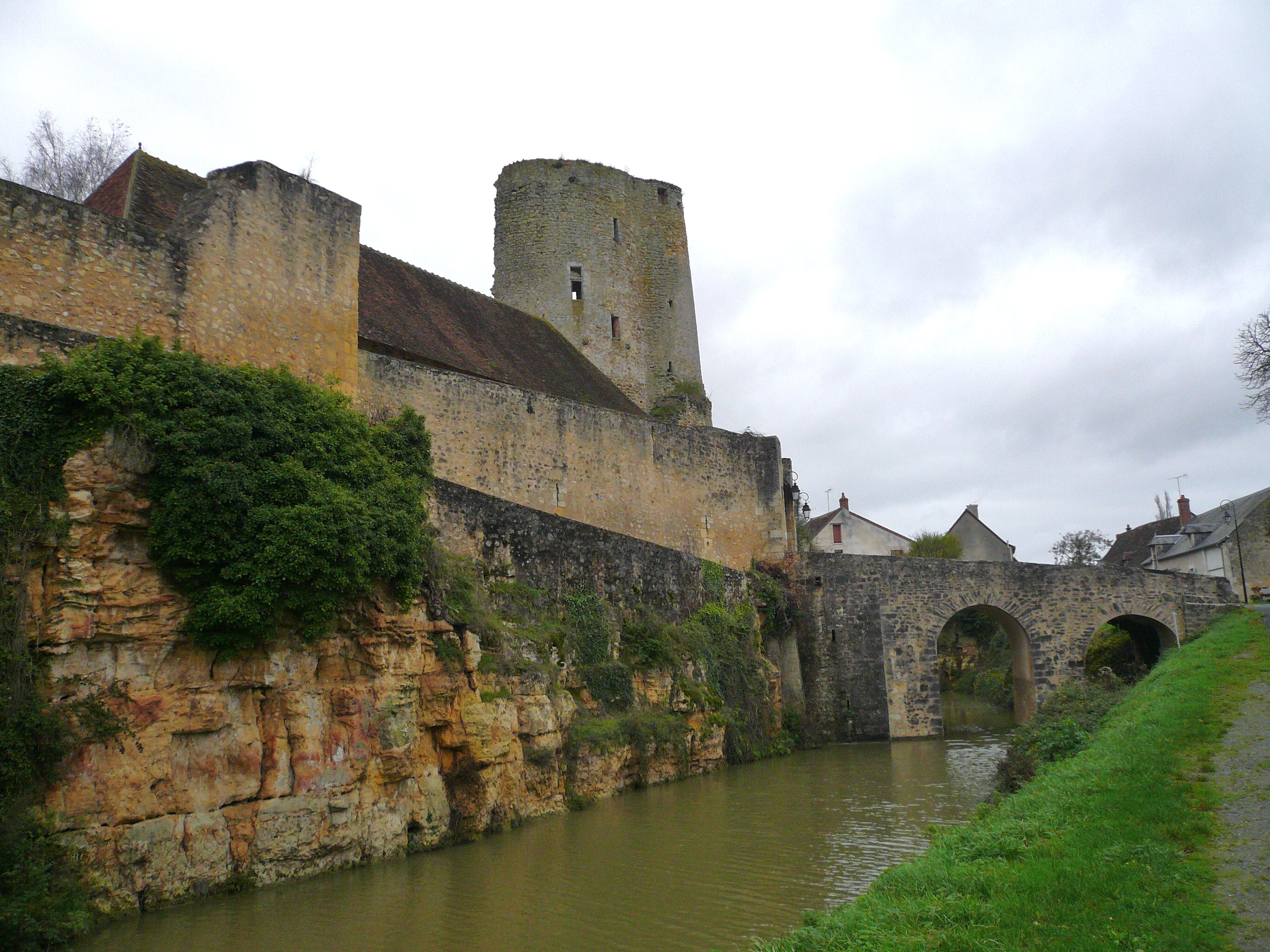
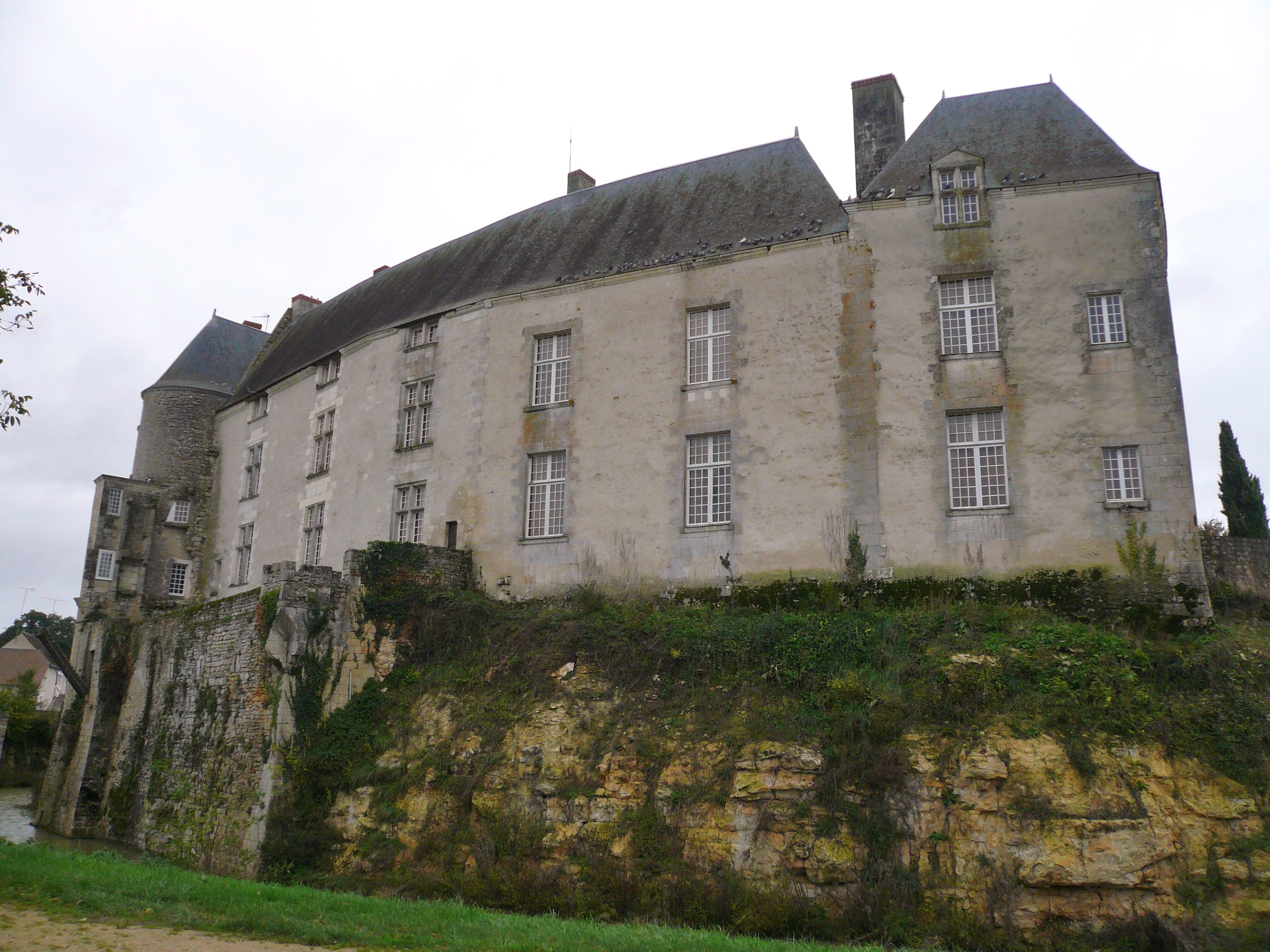
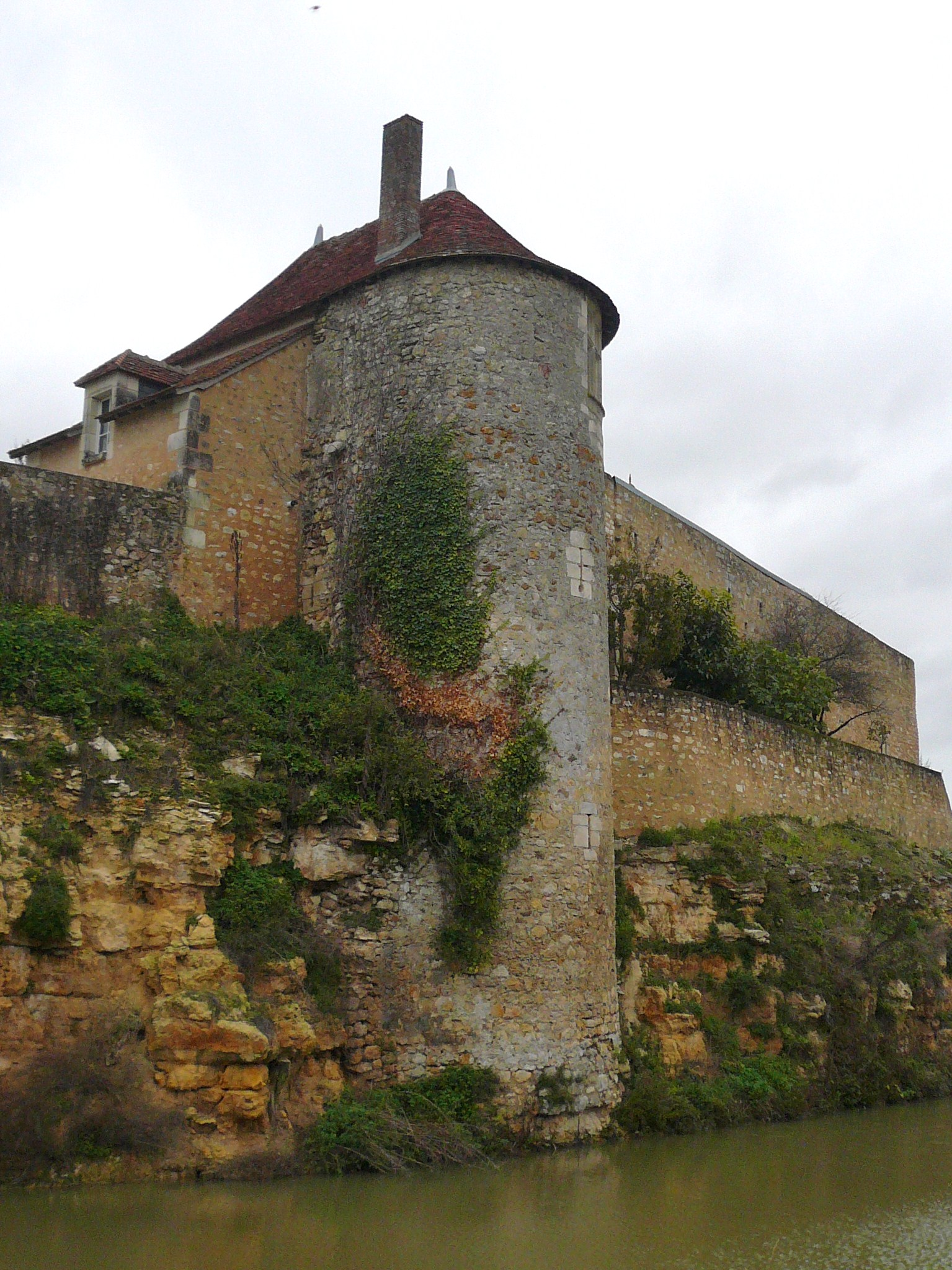